# Straßenbahn Pola
Die Straßenbahn Pola war eine normalspurige Straßenbahn in der Stadt Pola (heute Pula) in Istrien. Sie war einer von sechs Straßenbahnbetrieben auf dem Gebiet des heutigen Kroatien, war aber aufgrund ihrer Einstellung im Jahr 1934 nie ein jugoslawischer oder kroatischer Betrieb.

## Geschichte
Ende 1901 gab es erste Pläne für eine elektrische Straßenbahn in Pola, dem damals aufstrebenden Hauptkriegshafen der k.u.k Marine. Diese konkretisierten sich 1903, als das gemeinsam mit der Münchner Aktiengesellschaft für elektrische Unternehmungen vorgelegte Projekt der Baufirma Jakob Ludwig Münz aus Wien, die in Pola u. a. das Hotel Riviera und einige Wohnhäuser errichtete, genehmigt wurde. Die an der Errichtung interessierte Stadtgemeinde Pola übernahm die finanzielle Garantie für den Bau und ließ ein Elektrizitätswerk errichten.
Am 24. März 1904 wurde die Straßenbahn feierlich eröffnet, das ursprünglich 4,6 Kilometer lange Netz bestand zu Beginn aus einer vom Bahnhof teilweise der Riva entlangführenden Linie zur Militärschwimmschule, dort befand sich auch die Remise, sowie einem vom Marinecasino bis zum Valeriepark (Amphitheater) führenden Abzweig durch die Innenstadt. Den Betrieb führte vorerst die Baufirma Münz, die Fahrzeuge (acht Trieb- und vier Beiwagen) lieferte die Grazer Waggon- und Maschinenfabrik.
Die Baufirma Münz errichtete mit der 1906 eröffneten Straßenbahn Abbazia auch den zweiten Straßenbahnbetrieb in Istrien.
Am 4. Juni 1904 übernahm die eigens gegründete Istrianer Elektrizitäts- und Kleinbahn-Gesellschaft in Pola Anlagen und Betrieb der Straßenbahn, als Konzessionärin trat die Stadt Pola auf. Das Grundkapital betrug 840.000 Kronen, von denen 300.000 Kronen finanzielle Garantie der Stadt waren. Die Straßenbahn war anfangs sehr erfolgreich, im ersten Betriebsjahr konnten insgesamt 822.916 Personen befördert werden. Die Einnahmen betrugen 104.019 Kronen, die Triebwagen legten insgesamt 289.865 Kilometer zurück. Durch einen erzielten Betriebsüberschuss von 34.476 Kronen konnte den Aktienbesitzern eine Dividende von 4,5 % ausgezahlt werden.
Das Netz wurde in den Jahren bis zum Ersten Weltkrieg noch ein wenig vergrößert, so dass die Straßenbahn letztendlich drei Linien mit den Endpunkten Bahnhof, Sijanaer Wald (Kaiserwald), Viale Bersan und Militärschwimmschule aufwies. In den Jahren 1909 und 1914 wurden weitere 6 Trieb- und 11 Beiwagen angeschafft. Erweiterungen außerhalb der Stadt, u. a. nach Fažana (Überfuhr nach Brijuni) waren geplant. Die Arbeitsbedingungen der Angestellten waren jedoch schlecht. Nach einem Streik wurden 1910 sämtliche Motorführer und Kondukteure entlassen.
Nach 1918 wurde die Straßenbahn nicht mehr ausgebaut und zunehmend heruntergewirtschaftet. Die Einstellung erfolgte am 16. Juni 1934. Über den Verbleib der Fahrzeuge ist nichts bekannt.

## Galerie

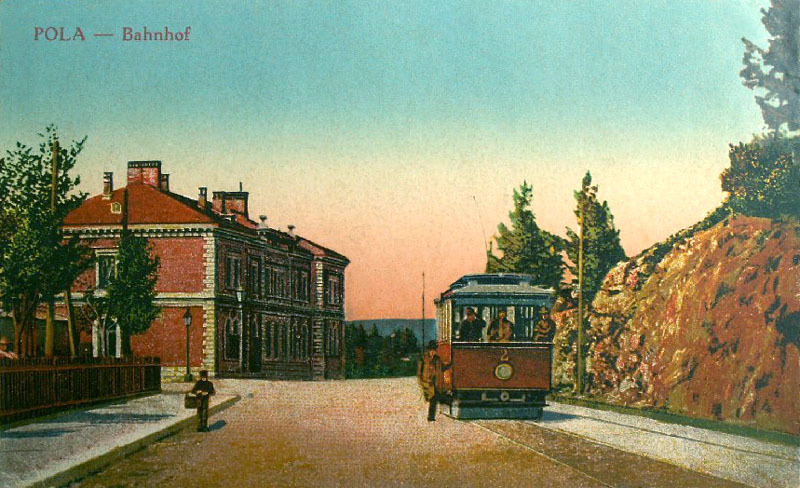
Endstation am Bahnhof
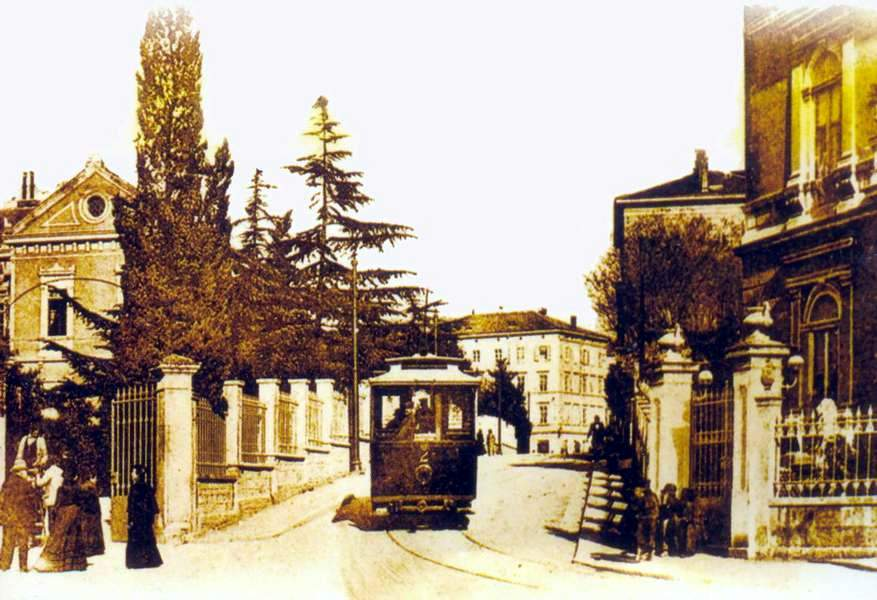
Innenstadtlinie beim Marinecasino (links)
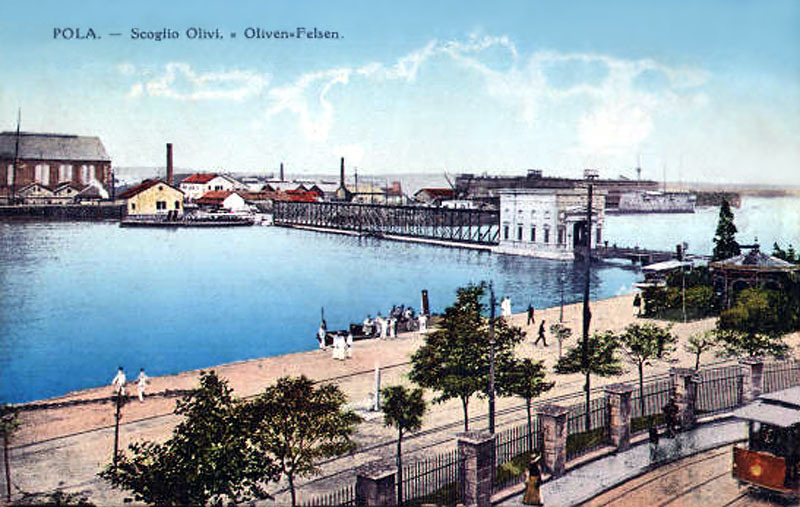
Linie 1 an der Riva beim Marinearsenal
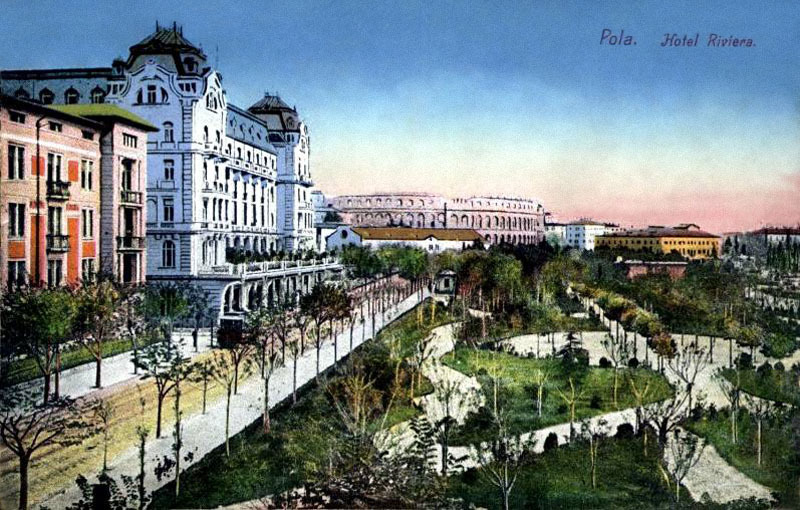
Die Straßenbahn vor dem Hotel Riviera
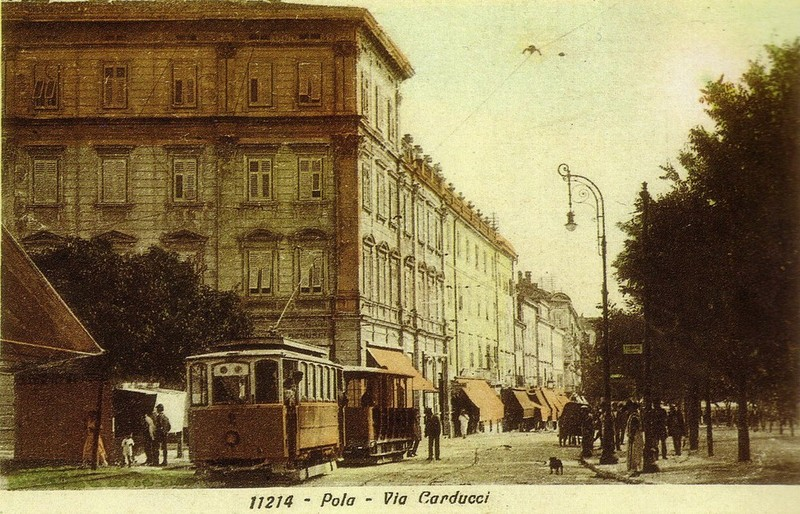
Ein Triebwagen der zweiten Bauserie auf der Innenstadtlinie in der Via Carducci